# Radicaal feminisme
Radicaal feminisme is een stroming binnen het feminisme die streeft naar een radicale reorganisatie van de maatschappij, teneinde alle vormen van mannelijke dominantie uit de sociale en economische structuren te verwijderen. Het radicaal feminisme kwam in het tweede deel van de jaren 1960 in de VS op, als onderdeel van de tweede feministische golf.
In tegenstelling tot het meer traditionele, politieke feminisme, dat zijn doelen binnen bestaande structuren tracht te bereiken, zien de radicaal-feministen die structuren als deel van het patriarchaat en daarmee als onderdeel van het probleem van vrouwenonderdrukking. De samenleving is volgens hen verdeeld in twee klassen: de mannen (de onderdrukkers die de maatschappelijke structuren vorm gegeven hebben) en de vrouwen (de onderdrukten). De radicaal-feministen willen dan ook alle gevestigde maatschappelijke normen en instituties ter discussie stellen.

## Nederland
Aan het begin van de jaren 1970 kreeg het radicale feminisme ook in Nederland voet aan de grond, waarbij de feminist Anneke van Baalen een spilfunctie vervulde. Omdat mannen in hun ogen niet los konden komen van hun onderdrukkende rol, poogden sommige Nederlandse radicale feministen structuren te scheppen waarin mannen niet werden toegelaten en/of waarin niet met mannen werd samengewerkt. Voorbeelden van dit feministisch separatisme zijn de vele vrouwenpraatgroepen die de tweede feministische golf voortbracht, uitgeverij De Bonte Was in Amsterdam en vrouwencafés in verschillende Nederlandse steden.

## Inclusie van transgender vrouwen
Binnen het radicaal feminisme wordt al decennia gediscussieerd over het bestaansrecht van transgender vrouwen binnen de beweging en in de maatschappij in het algemeen. Sommige radicaal-feministen - onder wie Andrea Dworkin en Catharine MacKinnon - accepteerden trans vrouwen binnen de ruimtes van de beweging. Anderen - als Sheila Jeffreys en Julie Bindel - waren van mening dat trans vrouwen een beperkte en beledigende typering van een vrouw neerzetten. Zij willen dat deze vrouwen geweerd werden binnen de radicaal-feministische beweging. Sommigen van hen - onder wie oorspronkelijk Germaine Greer - beschouwden deze trans vrouwen als man. Degenen die trans vrouwen uitsluiten worden TERFs genoemd (Trans-Exclusionary Radical Feminists, Engels voor Trans-uitsluitende radicaal-feministen).

## Kritiek
Tot de meest uitgesproken critici van het radicaal feminisme behoort de Canadese hoogleraar Janice Fiamengo. Zij bespreekt in een serie videopresentaties de basisbegrippen van deze beweging en neemt incidenten op Canadese en Amerikaanse campussen onder de loep.